# Europäisches Behindertenforum
Das Europäische Behindertenforum (englisch European Disability Forum - EDF)  ist die Dachorganisation der Behindertenverbände in Europa.

## Geschichte
Im Jahr 1991 verabschiedete die Europäische Kommission den Vorschlag für eine Entscheidung des Rates der Europäischen Union zur Einrichtung des Programms Helios II, dessen Hauptziel die Schaffung eines europäischen Arbeitsnetzwerks im Bereich Behinderung war. Zu diesem Zweck wurde im Februar 1993 das Europäische Behindertenforum als Beratungsgremium der Europäischen Kommission gegründet. Im Jahr 1996 wurde das EDF eine unabhängige Struktur.

## Organisation
Das EDF ist heute die größte repräsentative Organisation von Menschen mit Behinderungen in Europa. Die Organisation vereint 27 nationale Räte, 67 europäische Organisationen, 23 nationale, regionale oder lokale Organisationen und 32 Einzelmitglieder. Es gibt auch europäische Nichtregierungsorganisation (NGOs), die verschiedene Arten von Behinderungen vertreten und 1993 von acht Behindertenverbänden gegründet wurden.
Die Generalversammlung wählt alle vier Jahre die Mitglieder des Verwaltungsrats, des Präsidiums, der Beratungsgremien und der Fachausschüsse in verschiedenen Bereichen. Ihr Präsident ist seit 1999 der blinde Grieche Yannis Vardakastanis.
Das EDF trifft sich jedes Jahr anlässlich des Europäischen Tages der Menschen mit Behinderungen in Brüssel. In diesen Tagen findet die von der Europäischen Kommission und dem European Disability Forum organisierte Zeremonie zum European Accessible Cities Award (zu Deutsch: „Zugangsstadtpreis“) statt.
Es ist Mitglied des Europäischen Instituts für Telekommunikationsnormen.

## Mitglieder
| Flagge       | Organisation                                                                                                   |
| ------------ | --- |
| Österreich   | Der Österreichische Behindertenrat                                                                             |
| Belgien      | Belgisch gehandicaptenforum / Forum belge des personnes handicapées                                            |
| Bulgarien    | Национален съвет на хората с увреждания в България (Natsionalen sŭvet na khorata s uvrezhdaniya v Bŭlgariya)   |
| Kroatien     | Hrvatski savez udruga osoba s invaliditetom                                                                    |
| Zypern       | Κυπριακή Συνομοσπονδία Οργανώσεων Αναπήρων (Kypriakí Synomospondía Organóseon Anapíron)                        |
| Dänemark     | Organisation for handicappede mennesker Danmark                                                                |
| Estland      | Eesti Puuetega Inimeste Koda                                                                                   |
| Finnland     | Suomen vammaisfoorumi                                                                                          |
| Frankreich   | Conseil Français des personnes Handicapées pour les questions Européennes                                      |
| Deutschland  | Deutscher Behindertenrat                                                                                       |
| Griechenland | Εθνική Συνομοσπονδία Ατόμων με Ειδικές Ανάγκες Ελλάδα (Ethnikí Synomospondía Atómon me Eidikés Anánkes Elláda) |
| Irland       | Disability Federation Ireland / Cónaidhm Mhíchumais na hÉireann                                                |
| Island       | Samtök fatlaðra á Íslandi                                                                                      |
| Italien      | Forum italiano sulla disabilità                                                                                |
| Lettland     | Latvijas invalīdu organizāciju jumta ķermenis                                                                  |
| Litauen      | Lietuvos neįgaliųjų forumas                                                                                    |
| Luxemburg    | Luxembourg National Behënnerungsrot                                                                            |
| Malta        | Federazzjoni ta 'Organizzazzjonijiet ta' Persuni b'Diżabilità                                                  |
| Norwegen     | Forbund for funksjonshemmede organisasjoner                                                                    |
| Polen        | Polskie Forum Osób Niepełnosprawnych                                                                           |
| Portugal     | Confederação Nacional das Organizações de Pessoas com Deficiência                                              |
| Tschechien   | Česká národní rada pro zdravotně postižené                                                                     |
| Rumänien     | Consiliul Național pentru Dizabilități                                                                         |
| Slowakei     | Slovenská rada zdravotne postihnutých                                                                          |
| Slowenien    | Slovenski nacionalni invalidski svet                                                                           |
| Spanien      | Comité Español de Representantes de Personas con Discapacidad                                                  |
| Schweden     | Svenska handikapprättsförbundet                                                                                |
| Ungarn       | Fogyatékkal élők Szövetségeinek Országos Tanácsa                                                               |

## Präsidenten
- Yannis Vardakastanis (1999 - heute)